# Iermakove (Iermakove), Djankoi
Iermakove (în ucraineană Єрмакове) este localitatea de reședință a comunei Iermakove din raionul Djankoi, Republica Autonomă Crimeea, Ucraina.

## Demografie
Componența lingvistică a localității Iermakove
     Rusă (67,53%)
     Ucraineană (17,96%)
     Tătară crimeeană (12,8%)
     Alte limbi (0,43%)
Conform recensământului din 2001, majoritatea populației localității Iermakove era vorbitoare de rusă (67,53%), existând în minoritate și vorbitori de ucraineană (17,96%) și tătară crimeeană (12,8%).